# Alcyonium compactofestucum
Alcyonium compactofestucum är en korallart som beskrevs av Verseveldt och van Ofwegen 1992. Alcyonium compactofestucum ingår i släktet Alcyonium och familjen läderkoraller. Inga underarter finns listade i Catalogue of Life.